# Paul Günther
Paul Günther (24. říjen 1882 – 1945) byl německý skokan a olympionik. Účastnil se letních olympijských her 1912, kde získal zlatou medaili v třímetrovém prknu. V další disciplíně - skoky z věže - postoupil do finále, avšak nedokončil soutěž a byl proto klasifikován na posledním místě jako osmý.